# De Vlaamse Leeuw
De Vlaamse Leeuw (ndl.) anhörenⓘ, zu deutsch „Der flämische Löwe“, ist der Name der Nationalhymne Flanderns. Am 6. Juli 1973 wurde sie per Dekret zur Hymne erhoben. Hippoliet Van Peene (1811–1864) verfasste den Text, Karel Miry (1823–1899) komponierte die Melodie.

## Entstehung
Nachdem Belgien im Jahr 1830 seine Unabhängigkeit erlangt hatte, strebte die Regierung unter Charles Rogier einen französischsprachigen Einheitsstaat an, der mit einer radikalen Frankonisierung durchgesetzt werden sollte. 1838 schrieb der flämische Schriftsteller Hendrik Conscience (1812–1883) den Roman De Leeuw van Vlaanderen (Der Löwe von Flandern), indem er Graf Robert III. von Béthune als Helden der Sporenschlacht und den Befreier Flanderns verherrlichte. Seither war der flämische Löwe das Symbol des flämischen Kampfes für politische und kulturelle Eigenständigkeit.
Drei Tage nachdem Flandern am 3. Juli 1973 per Gesetz kulturelle Autonomie erhalten hatte, bestimmte der Kulturrat für die niederländische Kulturgemeinschaft das Lied von van Peene und Miry zur Nationalhymne, das schon seit Beginn des 20. Jahrhunderts in der Bevölkerung etabliert und beliebt war. Bei offiziellen Anlässen sollten allerdings nur die ersten zwei Strophen gesungen werden.
Am 11. Juli 1985 legte Karel Poma, der Kulturminister der niederländischsprachigen Gemeinschaft, die offizielle Fassung von Liedtext und musikalischer Notation fest. Die Tonart wurde um zwei Töne erniedrigt, der Text minimal geändert. Ein Dekret vom 7. November 1990 übertrug die bis dahin gültigen Regelungen von der niederländischen Kulturgemeinschaft auf die neugeschaffene Flämische Gemeinschaft.

## Text
Von den insgesamt fünf Strophen werden bei offiziellen Anlässen nur die ersten beiden gesungen. Der blutrünstige Text entspricht dem Charakter eines Kampfliedes und ist unter anderem aufgrund häufiger Perspektivwechsel und der schlechten Kohärenz von geringem literarischem Wert.
Textdichter und Komponist kannten sich als Mitglieder einer Genter Laienschaulspielgruppe namens Broedermin en Taalyver (Bruderliebe und Spracheifer). Als dort einmal über Volks- und Nationallieder diskutiert wurde – vermutlich im Juli 1847 –, verfasste Hippoliet van Peene den Text.
Unverkennbar ist der Einfluss des deutschen Vaterlandsliedes Sie sollen ihn nicht haben, den freien deutschen Rhein, zu dem Nikolaus Becker angesichts französischer Gebietsansprüche 1840 den Text verfasst hatte. Dieses Lied – über 120-mal vertont, in seiner bekanntesten Fassung von Robert Schumann – war seinerzeit ungemein populär und lag ab 1845 auch in einer niederländischen Übersetzung von Theodor van Rijswijck vor.

## Melodie
Die Melodie stellt sich als einfacher (nach dem Muster A1–A2–B1–B2–C1-C2-D1–D2), aber auch eingängiger Marsch dar, für den der Rhythmus doppelt punktierter Viertel kennzeichnend ist. Die am häufigsten zu hörende Fassung basiert auf einer Bearbeitung von Jef van Hoof (1886–1959), die Hans Swinnen an die Vorgaben des Dekrets anpasste.

## Wortlaut

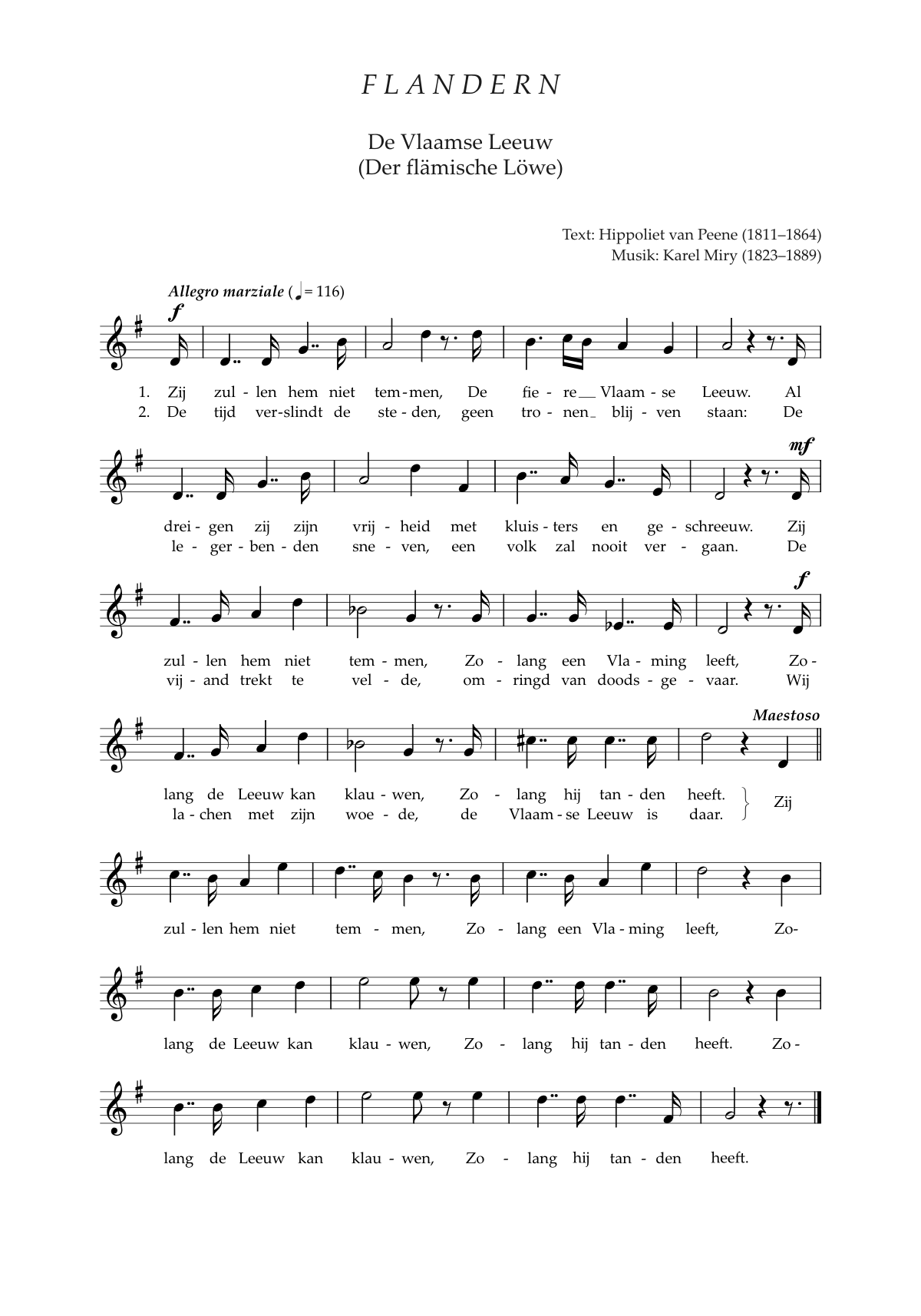
Text und Noten der Nationalhymne

### Niederländischer Text
1.
Zij zullen hem niet temmen, de fiere Vlaamse Leeuw,
Al dreigen zij zijn vrijheid met kluisters en geschreeuw.
Zij zullen hem niet temmen, zolang een Vlaming leeft,
Zolang de Leeuw kan klauwen, zolang hij tanden heeft.
Zij zullen hem niet temmen, zolang een Vlaming leeft,
Zolang de Leeuw kan klauwen, zolang hij tanden heeft. (2-mal)
2.
De tijd verslindt de steden, geen tronen blijven staan:
De legerbenden sneven, een volk zal nooit vergaan.
De vijand trekt te velde, omringd van doodsgevaar.
Wij lachen met zijn woede, de Vlaamse Leeuw is daar.
Zij zullen hem niet temmen …
3.
Hij strijdt nu duizend jaren voor vrijheid, land en God;
En nog zijn zijne krachten in al haar jeugdgenot.
Als zij hem macht’loos denken en tergen met een schop,
Dan richt hij zich bedreigend en vrees’lijk voor hen op.
Zij zullen hem niet temmen …
4.
Wee hen, de onbezonnen’, die vals en vol verraad,
De Vlaamse Leeuw komt strelen en trouweloos hem slaat.
Geen enkle handbeweging die hij uit ’t oog verliest:
En voelt hij zich getroffen, hij stelt zijn maan en briest.
Zij zullen hem niet temmen …
5.
Het wraaksein is gegeven, hij is hun tergen moe;
Met vuur in ’t oog, met woede springt hij den vijand toe.
Hij scheurt, vernielt, verplettert, bedekt met bloed en slijk
En zegepralend grijnst hij op ’s vijands trillend lijk.
Zij zullen hem niet temmen …

### Deutsche Übersetzung
1.
Sie werden ihn nicht zähmen, den stolzen flämischen Löwen,
Wenn sie seine Freiheit auch mit Fesseln und Geschrei bedrohen.
Sie werden ihn nicht zähmen, solange ein Flame lebt,
Solange der Löwe Klauen hat, solange er Zähne hat.
(Refrain) Sie werden ihn nicht zähmen, solange ein Flame lebt,
|:Solange der Löwe Klauen hat, solange er Zähne hat. :| (2-mal)
2.
Die Zeit verschlingt die Städte, kein Thron bleibt stehen:
Die Armeen gehen zugrunde, ein Volk geht nicht unter.
Der Feind zieht zu Felde, umringt von Todesgefahr.
Wir lachen über seinen Zorn, der flämische Löwe ist da!
Sie werden ihn nicht zähmen … • Refrain
3.
Tausend Jahre kämpft er nun schon für Freiheit, Land und Gott;
Und noch sind seine Kräfte von ansehnlicher Jugend.
Wenn sie ihn für machtlos halten und ihn mit Tritten reizen,
Dann richtet er sich bedrohlich und furchtbar vor ihnen auf.
Sie werden ihn nicht zähmen … • Refrain
4.
Wehe ihm, dem Unbesonnenen, der falsch und als Verräter,
Den flämischen Löwen streicheln kommt und treulos ihn schlägt.
Nicht eine Handbewegung, die er aus dem Auge verliert:
Und fühlt er sich getroffen, so stellt sich seine Mähne und er brüllt.
Sie werden ihn nicht zähmen … • Refrain
5.
Das Zeichen zur Rache ist gegeben, er ist ihre Hiebe müde;
Mit Feuer in den Augen und voll Zorn springt der dem Feind entgegen.
Er zerreißt, vernichtet, zerschmettert, bedeckt mit Blut und Schlamm
Und triumphierend grinst er auf des Feindes zitternde Leiche nieder.
Sie werden ihn nicht zähmen … • Refrain

### Deutsche Nachdichtung
1.
Sie werden ihn nicht zähmen, den stolzen fläm’schen Leu,
Und woll’n sie ihn auch knechten mit Fesseln und Geschrei.
Sie werden ihn nicht zähmen, solang ein Flame lebt,
Solang der Leu die Zähn’ fletscht, solang die Klau’n er hebt.
Sie werden ihn nicht zähmen, solang ein Flame lebt,
Solang der Leu die Zähn’ fletscht, solang die Klau’n er hebt.
Solang der Leu die Zähn’ fletscht, solang die Klau’n er hebt.
2.
Die Zeit verschlingt die Städte, kein Thron wird bleiben stehn:
Ein Kriegerheer mag fallen, ein Volk wird nie vergehn.
Der Feind zieht frech zu Felde und ist dem Tode nah,
Sein Zorn, der macht uns lachen: Der fläm’sche Leu ist da!
Sie werden ihn nicht zähmen, solang …
3.
Für Freiheit, Land und Gott kämpft der Leu schon tausend Jahr,
Und doch besitzt er Kräfte, wie als er jung noch war.
Wenn sie ihn machtlos wähnen, mit Tritten ihn versehrn,
Dann wird er sie bedrohen und sie das Fürchten lehrn.
Sie werden ihn nicht zähmen …
4.
Weh dem, der unbesonnen Verrat und Falschheit hegt,
Den fläm’schen Leu erst streichelt und dann ihn treulos schlägt.
Nicht eine Handbewegung bleibt seinem Blick verhüllt,
Ist er getroffen, stellt sich die Mähne und er brüllt.
Sie werden ihn nicht zähmen …
5.
Der Löwe sinnt auf Rache, ist ihre Schläge leid;
Er stellt mit Zorn und Feuer dem Feinde sich im Streit,
Zerreißt, zerstört, zerfetzt ihn; mit Blut er ihn bedeckt,
Und triumphierend grinst er, wenn qualvoll er verreckt.
Sie werden ihn nicht zähmen …